# Замчиськ (Білостоцький повіт)
Замчиськ (пол. Zamczysk) — село в Польщі, у гміні Чарна-Білостоцька Білостоцького повіту Підляського воєводства.
Населення — 51 особа (2011).
У 1975-1998 роках село належало до Білостоцького воєводства.

## Демографія
Демографічна структура станом на 31 березня 2011 року:
|          | Загалом | Допрацездатний вік | Працездатний вік | Постпрацездатний вік |
| -------- | ------- | ------------------ | ---------------- | -------------------- |
| Чоловіки | 24      | 4                  | 18               | 2                    |
| Жінки    | 27      | 8                  | 14               | 5                    |
| Разом    | 51      | 12                 | 32               | 7                    |